# Francisco García Jiménez
Francisco García Jiménez ( Buenos Aires, Argentina, 22 de septiembre de 1899 – misma ciudad 5 de marzo de 1983 ) fue un poeta, letrista y comediógrafo que tuvo una extensa carrera en Argentina. En algunas ocasiones usó el seudónimo de Joe Francis.

## Actividad artística
Sus primeras obras literarias estuvieron en el campo de la poesía y ya en la década de 1910 algunas de ellas aparecieron en varias publicaciones, entre ellas la revista Mundo Argentino. Su primera obra teatral, escrita en colaboración con José de la Vega, se tituló La Décima Musa y se estrenó en 1918 en el Teatro Variedades.
En los años siguientes produjo una treintena de obras de teatro entre las cuales se encuentran Ahora va a ser la nuestra, Capelletti, Laureiro y Cía., De los Cuarenta pa' arriba, El más feliz de los maridos, En el abismo, Escalera Real, El Muerto que yo vendí... goza de buena salud  y Las uñas de la gata, escritas en colaboración con Héctor Calcagno, Narciso Muñíz, Isaías Pittaluga y otros autores y estrenadas por compañías teatrales de categoría, como las de Pascual Carcavallo, Cicarelli – Sapelli, César y Pepe Ratti, Atilio Supparo y Vittone-Pomar.
También siguió produciendo para periódicos y revistas y así cuentos y ensayos de su autoría se difundieron en El Hogar, La Prensa, La Nación, Mundo Argentino y otras publicaciones.
Entre sus libros se cuentan Así nacieron los tangos, Carlos Gardel y su época, Estampas de tango, Memorias y fantasmas de Buenos Aires, El Tango y Vida de Carlos Gardel. Para el cine colaboró en los guiones de Se llamaba Carlos Gardel (1949), La historia del tango (1949) y Mi noche triste (1952), además de realizar la asesoría musical de Tango argentino, un documental inédito producido en 1969.
Su faceta más destacada fue la composición de letras de tango, que comenzó en 1921 con Zorro gris, que musicalizó Rafael Tuegols, y continuó con a lo largo de los años hasta llegar a tener más de 140 registradas en SADAIC.
Otras de sus letras fueron Allá en el cielo, Alma en pena, Bailongo de los domingos, Bajo Belgrano, Barrio pobre, Carnaval, La enmascarada, Farolito de papel, El Huérfano, Lo que fuiste, Lunes, Malvón, Mariposita . Mentiras, La Mentirosa, Palomita blanca, Príncipe, Prisionero, Rosicler, Siga el corso, Suerte Loca, Tus besos fueron míos, La última cita, La Violetera, ¡Viva la Patria! y Ya estamos iguales a las que pusieron música compositores del talento de Elvino Vardaro, Rafael Tuegols, Ricardo Tanturi, José Luis Padula, Miguel Padula, Luis Minervini, los hermanos Lespés, Julio de Caro, Miguel Caló, Paquita Bernardo, José Basso, Agustín Bardi, Antonio Oscar Arona y Anselmo Aieta. Algunas de esas obras –comenzando con Zorro gris- fueron grabadas por Carlos Gardel.
García Jiménez fue un hombre de vasta cultura y sólida formación intelectual. Su tango Bajo Belgrano obtuvo en 1923 rl tercer premio en el concurso de la Casa Max Glucksmann, Alma en pena idéntico premio en 1928 y Bajo tierra el cuarto premio en el mismo concurso pero de 1929. Los 3 llevan música de Anselmo Aieta.
García Jiménez falleció en Buenos Aires el 5 de marzo de 1983.

## Filmografía
Guionista
- Mi noche triste (1952)
- Se llamaba Carlos Gardel (1949)
- La historia del tango (1949. junto a Enrique Cadícamo)

Temas musicales
- Procesado 1040 (1958)
- Mi noche triste (1952)
- Un tropezón cualquiera da en la vida (1949)
- Los celos de Cándida (1940)

Asesoría musical
- Tango argentino [documental inédito) (1969)